# Nea Zichni
Nea Zichni (griechisch Νέα Ζίχνη (f. sg.)) ist seit 2011 eine Gemeinde in der nordgriechischen Region Zentralmakedonien. Die Gemeinde ist in zwei Gemeindebezirke unterteilt. Verwaltungssitz ist Nea Zichni.

## Lage
Die Gemeinde Nea Zichni liegt mit einer Fläche von 403,749 km² im Osten der Region Zentralmakedonien an der Grenze zur Region Ostmakedonien und Thrakien. Emmanouil Pappas im Westen, Visaltia im Süden und Amfipoli im Osten.

## Verwaltungsgliederung
Die Gemeinde wurde 2010 nach der Verwaltungsreform 2010 aus der Fusion Alistrati und Nea Zichni gebildet. Verwaltungssitz der Gemeinde ist Nea Zichni. Die ehemaligen Gemeinden bilden seither die beiden Gemeindebezirke. Die Gemeinde ist in 2 Stadtbezirke und 18 Ortsgemeinschaften untergliedert.
| Gemeindebezirk | griechischer Name            | Code   | Fläche (km²) | Einwohner 2011 | Stadtbezirke / Ortsgemeinschaften (Δημοτική / Τοπική Κοινότητα)                                                                                         | Lage |
| -------------- | ---------------------------- | ------ | ------------ | -------------- | --- | ---- |
| Alistrati      | Δημοτική Ενότητα Αλιστράτης  | 120602 | 129,398      | 03.341         | Alistrati, Agiochori, Stathmos Lefkotheas, Mandili, Skopia, Stathmos Angistis                                                                           |      |
| Nea Zichni     | Δημοτική Ενότητα Νέας Ζίχνης | 120601 | 274,351      | 10.435         | Nea Zichni, Agios Christoforos, Agriani, Anastasia, Gazoros, Dimitra, Draviskos, Tholos, Mavrolofos, Mesorrachi, Myrkinos, Myrrini, Nea Petra, Sfelinos |      |
| Gesamt         | Gesamt                       | 1206   | 403,749      | 12.397         | |      |

## Verkehr
Nea Zichni liegt an der Bahnstrecke Thessaloniki–Alexandroupoli. Während des Ersten Weltkriegs befand sich hier kurzfristig der Endbahnhof der Bahnstrecke Perivolaki–Nea Zichni, einer Feldbahn in 600-mm-Spur, die britisches Militär im Hinterland der Salonikifront errichtet hatte. 1938 wurde eine 25 km lange Stichstrecke vom Bahnhof Nea Zichni zum Hafen von Amfipoli eröffnet, die aber heute stillgelegt ist.
Nea Zichni liegt an der Straße Ethniki Odos 12, in die die von Süden kommende Straße Ethniki Odos 59 einmündet.